# Wellmann Imre
Wellmann Imre (Budapest, 1909. március 22. – Budapest, 1994. augusztus 5.) magyar történész, levéltáros, muzeológus, a történettudomány doktora, a Magyar Tudományos Akadémia rendes tagja. A 18. századi agrártörténet neves kutatója, számos parasztsággal, gazdálkodással kapcsolatos könyv és tanulmány szerzője. 1951 és 1957 között a Fővárosi Levéltár igazgatója, 1965 és 1980 között a Magyar Mezőgazdasági Múzeum főigazgató-helyettese. Wellmann Oszkár (1876–1943) állatorvos, akadémikus fia.

## Életpályája
1930-ban szerzett mezőgazdászi, majd 1933-ban bölcsészdoktori diplomát a budapesti egyetemen. Közben 1932–1933-ban ösztöndíjjal a lipcsei egyetem hallgatója volt. Bölcsészdoktori oklevelének megszerzése után a Magyar Nemzeti Múzeumban kapott gyakornoki állást, 1934-ben pedig a Magyar Országos Levéltárban foglalkoztatott diplomás (ún. ÁDOB-os) munkatársként kezdett el dolgozni. Végigjárta a levéltári ranglétrát: 1936-ban fizetéses gyakornok, 1937-ben levéltári segédőr, 1940-ben I. osztályú segédőr, 1942-ben pedig allevéltárnok lett. 1950-ben csoportvezetői, egy évre rá a feudális kori osztály vezetői megbízást kapott. 1951-ben a Fővárosi Levéltár igazgatójává nevezték ki. 1956-ban a Levéltárosok Országos Forradalmi Bizottságának elnöke volt, ezért 1957-ben leváltották igazgatói tisztségéből és áthelyezték a Pest Megyei Levéltárba, ahol főlevéltárosként dolgozott. 1962-ben a Magyar Mezőgazdasági Múzeumhoz került osztályvezetőként, emellett az MTA Agrártörténeti Kutatócsoportjának vezetője is lett. 1965-ben a múzeum főigazgató-helyettesévé nevezték ki, itt dolgozott 1980-as nyugdíjba vonulásáig. Levéltári és múzeumi munkái mellett 1934-től tartott proszemináriumot a budapesti egyetem egyetemes történeti intézetében, majd 1942-től a magyar mezőgazdaság-történet magántanára volt 1950-ig. Ezt követően nem taníthatott egyetemen.
1945-ben választották meg a Magyar Tudományos Akadémia levelező tagjának, majd a kommunista hatalomátvétel után 1949-ben tanácskozó taggá minősítették vissza. Levelező tagságát csak a rendszerváltás idején, 1989-ben adták vissza. 1990-ben rendes taggá választották. Közben 1982-ben megszerezte a történettudományok akadémiai doktori fokozatát. 1938-ban, mindössze huszonkilenc évesen a Századok című történelmi folyóirat egyik szerkesztője lesz Domanovszky Sándorral és Hajnal Istvánnal közösen. A folyóiratot 1943-ig szerkesztette. Az 1970-es évektől az MTA Történettudományi Intézete történetírás-történeti osztályának volt külső munkatársa.

## Munkássága

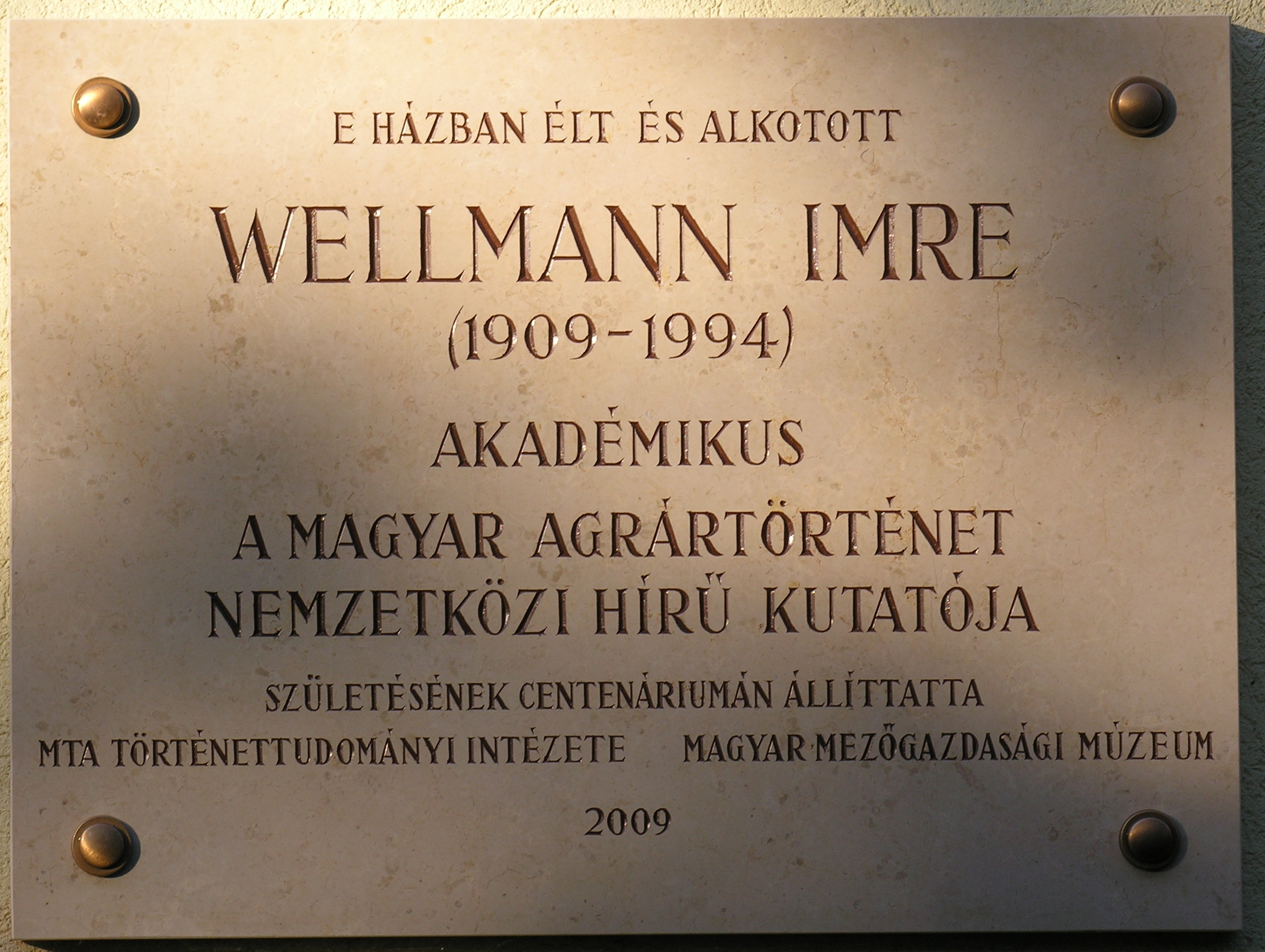
Emléktáblája egykori lakóhelyén

Fő kutatási területe a 18. századi agrártörténet, a parasztság és a gazdálkodás története volt. Emellett átdolgozta Károlyi Árpád Buda és Pest visszavívása 1686-ban című jelentős munkáját.
Kutatói pályájának elején a gödöllői Grassalkovich-uradalom gazdálkodásával, a gazdasági irodalom összegyűjtésével foglalkozott és megkezdte jelentősebb mezőgazdaság-történeti munkásságát. Munkáját Domanovszky Sándor segítette. 1936-ban kérték fel Károlyi Árpád Pest-Buda visszafoglalását feldolgozó munkájának áttekintésére. Wellmann, miután az eredeti könyv megjelenése után ötven év telt el, több tekintetben átdolgozta a könyvet, felhasználva az új topológiai módszereket, valamint az időközben előkerült újabb leírásokat. Később művelődéstörténettel és a Rákóczi-szabadságharc egyes kérdéseivel foglalkozott, így a barokk kor és a felvilágosodás kapcsolatával, az ónodi országgyűlésről és a Rákóczi-birtokok utóéletéről. Munkáiban a szociológiai szemlélet kezdeti jelei vehetőek észre. Az 1940-es évek második felétől fordult figyelme a parasztság történetének feldolgozásának irányába, főleg módszertani kérdések tekintetében. 1947-ben az agrártörténet és a néprajz tudományának módszertani közelsége és a történeti néprajz erősítésének igényéről írt. Az országos levéltár osztályvezetőjeként az 1711 utáni időszakkal foglalkozott, pl. a közigazgatás intézményeivel. Ezenkívül könyveket írt Tessedik Sámuelről, a termelőerőkről és a Pest megyei parasztság történetéről, amelyből utóbbi két összefoglaló munka az agrártörténeti bibliográfiai munkássága és a tudománytörténeti munkái alapján állt össze. Egyik szerzője volt a Magyarország története 1686–1790 című munka mindkét kötetének.

## Főbb publikációi
- A gödöllői Grassalkovich-uradalom gazdálkodása, különös tekintettel az 1770-1815. esztendőkre (1933)
- A magyar gazdasági irodalom első századainak könyvészete (1505-1805) (szerk. Dóczy Jenővel, Bakács Istvánnal, 1934)
- Károlyi Árpád: Buda és Pest visszavívása 1686-ban (átdolgozás, 1936)
- Mezőgazdaság-történetünk új útjai (in: Domanovszky Sándor-emlékkönyv, 1937)
- Barokk és felvilágosodás (in: Magyar Művelődéstörténet IV., 1941, reprint Szekszárd, 1991, 1993)
- Rendi állás és hivatali rang XVIII. század eleji kormányhatóságokban (in: Levéltári Közlemények 1940–41)
- Parasztnépünk múltjának feltárása (in: Hitel, 1944)
- Néprajz és gazdaságtörténet (in: Ethnographia, 1947)
- Parasztmozgalmak a 18. században (Hadrovics Lászlóval, 1951)
- Tessedik Sámuel (1954)
- Agrártörténelmünk módszereinek kérdéseiről (in: Agrártörténeti Szemle, 1962)
- A termelőerők fejlődése az ipari forradalom korában (Endrei Walterrel, 1964)
- A parasztnép sorsa Pest megyében kétszáz évvel ezelőtt, tulajdon vallomásainak tükrében (1967)
- A magyar mezőgazdaság a XVIII. században (1979)
- Magyarország története 1686–1790, I–II. (társszerző, 1989)

## További irodalom
- Németh Ferenc: Történelem – paraszti forrásból. Beszélgetés Wellmann Imre akadémikussal. Élet és Tudomány, 1979.
- Bélay Vilmos: Wellmann Imre. Levéltári Közlemények, 1995.
- Gunst Péter: Wellmann Imre. Századok, 1995.